# Anaphe etiennei
Anaphe etiennei is een vlinder uit de familie tandvlinders (Notodontidae), onderfamilie processievlinders (Thaumetopoeinae). De wetenschappelijke naam van deze soort is voor het eerst geldig gepubliceerd in 1912 door Schouteden.
De soort komt voor in tropisch Afrika.